# Harrisburg (Ohio)
Harrisburg es una villa ubicada en el condado de Franklin en el estado estadounidense de Ohio. En el Censo de 2010 tenía una población de 320 habitantes y una densidad poblacional de 802,29 personas por km².

## Geografía
Harrisburg se encuentra ubicada en las coordenadas 39°48′39″N 83°10′6″O / 39.81083, -83.16833. Según la Oficina del Censo de los Estados Unidos, Harrisburg tiene una superficie total de 0.4 km², de la cual 0.4 km² corresponden a tierra firme y (0%) 0 km² es agua.

## Demografía
Según el censo de 2010, había 320 personas residiendo en Harrisburg. La densidad de población era de 802,29 hab./km². De los 320 habitantes, Harrisburg estaba compuesto por el 96.88% blancos, el 0.63% eran afroamericanos, el 0.94% eran amerindios, el 0.63% eran asiáticos, el 0% eran isleños del Pacífico, el 0% eran de otras razas y el 0.94% pertenecían a dos o más razas. Del total de la población el 0.31% eran hispanos o latinos de cualquier raza.